# 張平沼
張平沼（1939年5月24日—，英文名：Pen-Tsao Chang），日治臺灣高雄州高雄市（今高雄市前鎮區）人，中華民國律師、企業家、政治人物，曾任新竹、台中地方法院檢察官，後代表中國國民黨在商業團體當選為第一屆第四、五、六次增額立法委員。
國立中興大學法商學院(今國立臺北大學)法律學系畢業，
2001年獲第一屆國立臺北大學傑出校友，2018年獲頒國立屏東大學校友終身貢獻獎，2020年獲頒國立屏東大學教育學名譽博士學位。2025年獲頒國立臺北大學榮譽法學博士學位。
張平沼現為台灣商業聯合總會理事長以及燿華企業集團會長，國立中興大學校友會榮譽顧問。曾任國立臺北大學校友總會理事長、中華民國全國商業總會理事長、台灣省商業總會理事長、金鼎證券集團總裁。

## 生平
省立屏東師範學校畢業、中興大學法律系畢業、高考司法官及格司法官訓練所第九期結業、國立屏東大學名譽教育學博士、國立臺北大學榮譽法學博士。
曾任臺灣省高雄市樂群及前鎮國民學校教務主任、臺灣高等法院檢察署書記官、彰化地方法院推事(法官)、新竹地方法院檢察官、臺中地方法院襄閱檢察官、臺灣省政府訓練團講師、律師、臺中市第九信用合作社理事、蘭亭育樂(亞哥花園)股份有限公司常駐董事、世界龍岡親義總會主席、中國國民黨中央委員會第十三至第十六屆委員、正中書局股份有限公司董事長、臺灣省商業會理事長(第十七 十八、二十一、二十二屆) 、光華證券投資信託公司董事長、臺北市陽光獅子會會長、行政院顧問、立法院顧問、總統府國策顧問、中華民國全國商業總會第七屆及第八屆理事長、臺灣服務業聯盟協會創會理事長、海峽兩岸商務協調會會長、中華文經協會理事長、中華金融業務研究發展協會理事長、財團法人中華民國商品條碼策進會董事長、中華民國立法委員協進會副理事長。
現任燿華企業集團會長、財團法人海峽兩岸商務發展基金會董事長、中華民國立法委員協進會副理事長、財團法人海峽兩岸民意代表交流基金會董事長、財團法人海峽交流基金會董事、財團法人商業發展研究院副董事長、財團法人燿華文教基金會及富喬藝術文化基金會董事長、台灣商業聯合總會理事長、國立屏東大學校友總會理事長、中華民國勞資關係協進會理事長、財團法人對外關係協會名譽副會長、財團法人台灣綠色食品暨生態農業發展基金會董事長、台灣服務業聯盟協會榮譽理事長。
曾榮獲1998年自由新聞社頒發金星獎、2001年國立臺北大學第一屆傑出校友、2005年第五十九屆全國優良商人、2006年中國進出口商品交易會(廣交會)百屆輝煌傑出貢獻獎，經歷過宏都拉斯共和國(Republic of Honduras)駐華名譽總領事。

### 家族背景
張平沼生於高雄市前鎮區，其父張媽意曾是位保正，日治時期時自己創業做營造，在台灣光復後即被國民政府任命為高雄市參議會議員，父親雖從商，但張家仍以務農為主。
張平沼有二個姐姐及五兄弟，本身在五兄弟排行最小，大家稱為「老五」。

### 早年經歷
1958年畢業於臺灣省立屏東師範學校（現為國立屏東教育大學），分發到高雄市愛群國民學校任教，1959年調回高雄市前鎮國民學校任教，擔任過總務主任、訓導主任、教務主任等職。
1963年考取國立中興大學法商學院（現為國立臺北大學）法律系，1965-1966年考取書記官、及司法官高考檢定通過，1967年自中興法商學院法律系畢業；1968年司法官高等考試及格、司法官訓練所第九期結業。1971-1975年間擔任新竹、臺中地檢署檢察官，臺中地檢署襄閱檢察官。1983年當選第一屆商業團體增額立法委員。1986年連任團體增額立法委員。1989年競選立委第三次連任成功。立法委員任內參加立法院紀律、經費稽核、財政、經濟等委員會,曾參與推動「勞動基準法」、「加值型營業稅法」、「證券所得稅法」、「返鄉探親條例」等法案之修正。編有《腳印與心聲》問政紀錄6輯。

### 從商經歷
- 1976年擔任臺中港倉儲裝卸公司董事長兼任總經理。
- 1980年轉投資愛地雅工業股份有限公司，2001年3月上市(股票代號:8933)。
- 1984年創立燿華電子股份有限公司，1997年12月上市(股票代號:2367)。
- 1985年擔任光華投信公司董事長。
- 1988年創立金鼎證券(股票代號:6012)。
- 1995年與企業界共同籌畫成立環華證券金融公司。
- 1996年與法商美商共同籌畫成立金鼎證券投資信託公司。
- 1999年創立富喬工業股份有限公司，2006年1月上市(股票代號:1815)。
- 2010年成立燿祥光電公司。
- 2011年金鼎證券為群益證券併購，併購後為群益金鼎證券。

#### 台灣商業聯合總會
- 2015年11月成立台灣商業聯合總會，共招募68個團體會員，202名會員代表。[12]
- 2015年12月獲准設立由主管機關核發立案證書，由總統馬英九先生親自頒發本會張平沼理事長當選證書。[13]
- 2016年5月舉辦「新政府與商業領袖座談會」，與行政院長林全先生、國發會主委陳添枝先生、政務委員施俊吉先生、勞動部次長廖惠芳女士等新政府閣員進行座談及意見交流，席間總統蔡英文女士亦到場致詞並和與會之商業界領袖握手致意、合影留念。[14]
- 2018年11月16日，出席台灣國際茶酒咖啡‧食品（食材）暨設備展致詞，促進產業升級、以及兩岸商務交流，為台灣農產品促銷。[15]

## 兩岸商務貢獻

### 兩岸商務
1989年邀請各界人士在香港共同成立「海峽兩岸商務協調會」；同年十二月與「海峽兩岸經貿協調會」簽下「海峽兩岸經貿商務協議書」。
1990年五月赴大陸訪問，於北京中南海會晤總書記江澤民。七月率台商六百餘人赴大陸，參加兩會在北京第一次召開的『海峽兩岸貿易投資研討會』，並於北京人民大會堂會晤總理李鵬。
- 1991年在廣東珠海首辦「海峽兩岸商標、專利、著作權研討會」。
- 1991年3月赴大陸訪問，於上海會晤朱鎔基先生。
- 1991年4月赴大陸訪問與廣東省省長葉選平會面。
- 1993年10月赴大陸訪問與李嵐清先生在釣魚台國賓館會面。
- 1993年10月赴大陸訪問與當時的台辦主任王兆國先生在北京會面。
- 1993年10月赴大陸訪問與鄧榕女士在釣魚台國賓館會面。
- 1993年11月赴大陸訪問與與汪道涵先生在上海會商兩岸交流事宜。
- 1993年赴大陸湖北省武漢市舉行「海峽兩岸工業同業交流合作會」。
- 1993年赴大陸廣西南寧市舉行「海峽兩岸工業同業交流合作會」。
- 1994年9月在陝西省西安市舉辦「工商界經貿座談會」。
- 1994年11月在北京和中國貿促會共同舉辦「海峽兩岸企業產品交流展覽會暨海峽兩岸貿易實務研討會」。
- 1995年7月在湖南省長沙市舉辦「海峽兩岸合作產銷洽談會」
- 1999年12月率團訪問北京國務院，於人民大會堂與錢其琛副總理會面。
- 1999年赴大陸訪問與海協會副會長唐樹備於釣魚台賓館會面。
- 1999年赴大陸訪問接受天津市長李盛霖致贈天津市50週年紀念冊。
- 1999年率團赴大陸訪問拜會商務部副部長安民。
- 1999年率團赴北京參加與海峽兩岸經貿協調會十週年會慶。
- 1999年率團赴西安市致贈市鑰。
- 2001年率團赴大陸訪問與江蘇省省長季允石共商如何促進兩岸經貿交流。
- 2002年率團赴大陸訪問與四川省長張中偉交換經貿發展心得。
- 2002年10月率團在四川省成都市舉辦之「海峽兩岸經濟科技合作交流會」。
- 2003年率團赴大陸訪問陝西省委書記李建國。
- 2003年率團拜會中國珠算協會會長遲海濱(原財政部副部長)。
- 2004年率領考察團赴浙江拜會省委書記習近平，赴河南拜會省委書記李克強及拜會中共統戰部長劉延東。
- 2006榮獲第100屆中國出口商品交易會(廣交會)頒發之【百屆輝煌傑出貢獻獎】。
- 2006 海峽兩岸商務協調會與大陸中華商標協會在北京簽訂協議書，搭起兩岸商標交流的橋樑。
- 2007年率團參加第十三屆魯台經貿洽談會。
- 2007年率團赴大陸拜會黑龍江省省長張左己。
- 2007年9月率團赴大陸參加魯台經貿洽談會，並與時任海協會副會長鄭立中、山東省省長姜大明會面。
- 2007年11月率團赴大陸拜會陝西省長袁純清。
- 2007年率團赴大陸參加第二屆中國中部投資貿易博覽會高層金融論壇。
- 2009年9月率團赴大陸吉林，拜會吉林省省長韓長賦。
- 2009年9月率團赴大陸拜會中共統戰部部長杜青林。
- 2009年參加第十五屆魯台經貿洽談會。
- 2009年河南省省委書記徐光春率團訪台，共同舉辦豫台經貿合作交流會。
- 2009年9月率團拜訪北京故宮博物院院長鄭欣淼。
- 2009年9月率團至北京訪問，拜會中國國家工商總局副局長鍾攸平。
- 2009年率團至北京訪問拜會國台辦副主任孫亞夫。
- 2009年與陳雲林會長於北京會面。
- 2009年率團赴北京參加與海峽兩岸經貿協調會簽訂二十週年會慶。

### 兩岸商標論壇達成之重點
- 2006年於廈門舉辦首屆海峽兩岸商標品牌論壇[17]，討論大陸對馳名商標的認定與保護制度。
- 2007年於台北舉辦，針對「阿里山」、「日月潭」、「梨山」、「霧社之春」、「池上米」、「西螺」、「燕巢」及「古坑咖啡」等名產地名稱，在大陸遭搶註之商標案件，均撤銷其註冊[18]。
- 2008年於成都舉辦，討論慈濟基金會其商標已在大陸遭搶註，依臺灣處理著名商標之經驗，「慈濟」商標在大陸應被認定為馳名商標，而應受較大之保護[19]。
- 2009年於台北舉辦，成果有：(1)「台灣啤酒」拿到登陸商標註冊證書[20]。(2)大陸國家工商行政管理總局初審通過「中華電信股份有限公司」商標[21]。(3)「池上米」、「永慶房屋」、「摩卡MOCCA」順利在大陸獲准註冊。
- 2010年於貴州舉辦，針對兩岸「推進商標戰略實施及商標法的修改」、「企業實施商標戰略，創立馳名品牌」、「地理標誌和地名商標的註冊和保護」、「商標與不正當競爭行為」等議題進行交流。
- 2011年於台北舉辦，針對兩岸「不正利用商標商譽之案例討論」、「反惡意搶註的相關法律規定及實踐經驗」、「馳名商標（著名商標）保護制度及案例說明」等議題，由兩岸商標專家及主管機關分別主講和評論，最後針對實質性議題進行研討及意見溝通與交流[22]。
- 2011年2月16日正式成立「台灣行業領導品牌企業聯盟」，開啟台灣發展品牌新紀元。聯盟成員「美利達自行車」、「寶島眼鏡」、「克麗緹娜化妝品」獲馳名商標[23]。
- 2013年台灣行業領導品牌企業聯盟成員「海昌隱形眼鏡」、「億光電子」獲馳名商標，「台塩」商標獲准註冊[24]。
- 2014年台灣行業領導品牌企業聯盟成員「堤維西交通工業」「法藍瓷」、「震旦行」以及「信義房屋仲介」獲馳名商標殊榮[25]。
- 2015年大陸國家工商總局到台灣頒發府城百年老店「度小月」商標的註冊證[26]。
- 2017年12月與台灣服務業聯盟協會、財團法人台港經濟文化合作策進會共同舉辦「台港物流及配銷通路合作產業座談會」；與海峽兩岸商務發展協調會、中華商標協會共同舉辦第12屆海峽兩岸商標論壇。[27]

### 全國商業總會
- 2006年當選全國商業總會第七屆理事長。
- 2010年當選全國商業總會第八屆理事長。

於商總擔任理事長六年的期間，完成多項貢獻：
- 強力斡旋化解工商業團體瓦解危機。
- 舉辦商人節大會暨「金商獎」頒獎典禮
- 選拔表揚優良（百年）老店
- 舉辦「台灣國際文化創意產業博覽會」
- 推動「祖父母節」系列活動
- 成立「台灣服務業聯盟協會」
- 辦理「商業管理職能認證體系(BMC)」
- 辦理「健康企業泳起來」活動
- 成立「中華民國優良商人聯誼會」
- 成立「台灣文化創意產業廠商聯誼會」
- 成立「百年暨一甲子老店聯誼會」
- 召開「行政院長與商業界領袖座談會」
- 發表產業建言書及大陸台商服務業建言書
- 召開「台灣經濟發展論壇－與國家未來領導人對談」
- 辦理「國是新局論壇」
- 舉辦ECFA、服貿協議座談會
- 建立「產業即時反應機制」
- 催生「商業發展研究院」
- 辦理「第一屆產業發展會議」
- 舉辦「海峽兩岸服務業論壇」
- 舉辦「海峽兩岸商標論壇」
- 舉辦「海峽兩岸著作權（版權）論壇」
- 積極參與世界貿易組織與國際相關會議與活動
- 加強對外與國際相關友好組織簽屬合作協議書
- 舉辦「兩岸商貿服務業投資合作座談會」
- 舉辦首屆「臺灣海峽兩岸醫事交流高峰論壇」
- 舉辦「日商投資臺灣策略研討會」
- 舉辦「加強擴大臺美貿易合作座談會」

於商總擔任理事長六年的期間，兩岸重要交流活動：
- 2008年與大陸海協會會長陳雲林一行交流。
- 2009年2月大陸「中華全國工商業聯合會」代表團由黃孟復主席率領拜會；同年4月大陸海協會一行參訪。5月在台舉行「2009年桂台經貿合作論壇」，廣西壯族自治區主席率領由1,500人組成之採購團來台。10月大陸貿促會張偉副會長一行拜會。11月大陸商務部外貿發展事務局副局長張超美率訪問團來台。
- 2010年5月新加坡中華總商會訪問團一行，由工業委員會主席劉泰山率團來台；山東省經濟文化交流團一行由副省長才利民率領來台。7月吉林省陳偉根副省長率領經貿代表團來台。8月深圳市長許勤率團參加深臺經貿文化交流合作說明會，商總與深圳市簽屬合作備忘錄。9月大陸商務部陳健副部長等一行訪台。10月海峽兩岸經貿交流協會由大陸商務部副部長易小准率領來台拜會；河南省人民政府史濟春副省長一行訪台；黑龍江省工商業聯合會來台拜會。12月中國貿促會一行37人由王錦珍副會長率領來台拜會。
- 2011年4月重慶市渝台交流促進會一行由重慶市常委范照兵率領拜會。5月中國商業聯合會經貿考察團一行由張志剛會長率領來台拜會，會中雙方簽屬合作意向書。6月「中原經濟區合作之旅－走進台灣」產業合作懇談會，河南省長郭庚茂率訪團來台，張理事長邀請數十家台灣知名企業會談。
- 2012年4月大陸全國工商聯代表團一行由副主席李路率領拜會。6月大陸商務部姜增偉副部長率團來訪；國內三大工商團體商總、工總和工商協進會，共同宴請天津政協主席邪元敏等一行。7月湖北省政協李佑才常務副主席拜會商總。
- 2013年1月江蘇省女企業家代表團由江蘇省女企業家協會唐衛民副會長率團拜會商總。2月山東省貿促會徐清會長率團來台拜會。4月廣西經貿文化代表團一行由廣西自治區黨委書記彭清華率領拜會；河南省商會會長梁靜女士率團拜會商總。5月在「2013濟南 • 台灣產業合作交流會」中，致詞歡迎濟南市委書記王敏來訪。7月湖南政協委員文化參訪團由陳求發主席率團拜會；廈門總商會商務考察團來台，由廈門市委常委黃菱率團來台拜會商總。8月廈門市商務局推動設立之「兩岸貿易中心」正式啟動，張理事長出席「搭建互利共營平台 • 建設兩岸貿易中心」懇談會並致詞。9月邀請雲南省來台舉辦「七彩雲南寶島行」，多位來自兩岸的重要政經人士受邀與會。

### 台北大學校友總會
- 2008年、2011年當選台北大學校友總會第四、五屆理事長。
- 2018年01月於國立台北大學三峽校區捐贈600棵吉野櫻及後續15個月維護費，打造「心湖櫻花步道」，希望把台北大學打造成台灣賞櫻重鎮。[28]
- 2018年11月張平沼理事長出席「感恩、誌慶–台北大學創校69年校慶及第十八屆傑出校友表揚大會」，除獲得榮譽校友獎，並獲台北大學李承嘉校長特別書寫《卓爾不群，是校之喜》，以表達學校對張平沼理事長的感謝與恭賀之意。
- 2019年03月本會張平沼理事長偕夫人出席臺北大學70週年慶於校內心湖櫻花林的「心湖櫻緣」紀念碑揭牌典禮。
- 2019年10月燿華企業集團暨台灣商業聯合總會張平沼理事長榮獲國立臺北大學第一屆「卓越貢獻獎」，並由校長李承嘉頒發以表彰他多年來對國家社會、對臺北大學建校與校務發展的卓越貢獻，現場七百餘位校友以及嘉賓熱烈鼓掌給予高度肯定。[29]

### 台灣商業聯合總會
- 2015年成立台灣商業聯合總會，共招募68個團體會員，202名會員代表。[30]
- 2015年12月獲准設立由主管機關核發立案證書，由總統馬英九先生親自頒發本會張平沼理事長當選證書。
- 2016年4月與台灣競爭力論壇學會共同舉辦「網路金融大革命」座談活動；與台北大學共同舉辦「兩岸互聯網創業家峰會」活動。[31]
- 2016年5月舉辦「新政府與商業領袖座談會」，與行政院長林全先生、國發會主委陳添枝先生、政務委員施俊吉先生、勞動部次長廖惠芳女士等新政府閣員進行座談及意見交流，席間總統蔡英文女士亦到場致詞並和各業界領袖握手致意。[32]
- 2016年7月與中國商業聯合會、台灣服務業聯盟協會共同舉辦2016兩岸服務業論壇活動。
- 2016年8月與台灣競爭力論壇協會共同主辦「2016台灣競爭力論壇高峰會」；與北京市老齡產業協會共同舉辦「兩岸居家照護暨銀髮輔具交流推介會」；與社會企業公約基金會共同舉辦「公道企業聯盟論壇」。[33]
- 2016年9月舉辦與立法院蔡其昌副院長交流茶敘，就商業、服務業相關議題進行意見交流。
- 2017年1月接受中天電視「真心看台灣」節目專訪，說明本會成立目的為提昇台灣企業國際地位、增進兩岸交流，創造最佳的前提環境。[34]
- 2017年5月與台灣服務業聯盟協會、中國商業聯合會共同舉辦第七屆兩岸服務業論壇，本會並與中國商業聯合會簽訂合作意向書，為深化兩岸商業發展、增強兩岸經貿活動，共同成為戰略合作夥伴。
- 2017年6月與台灣服務業聯盟協會、中華經濟研究院等單位共同舉辦「2017年服務業亞太區域經濟整合論壇」活動。[35]
- 2017年8月與台灣競爭力論壇學會等單位共同舉辦「2017台灣競爭力高峰會」論壇。
- 2017年9月與中華企業家聯合會、雲南省政府共同舉辦「雲南省品牌企業促進會」活動。
- 2017年11月與台灣服務業聯盟協會、對外關係協會共同舉辦「從白手起家到舉世聞名：成功企業家的經驗與提醒」座談會。[36]
- 2017年12月與台灣服務業聯盟協會、財團法人台港經濟文化合作策進會共同舉辦「台港物流及配銷通路合作產業座談會」；與海峽兩岸商務發展協調會、中華商標協會共同舉辦第12屆海峽兩岸商標論壇。[37]
- 2018年2月接受年代電視台「發現新台灣」節目專訪。
- 2019年12月本會張平沼理事長受邀擔任「臺港經貿論壇」主持人，本次主題為「臺港在循環經濟與綠色經濟浪潮中的合作前景與展望」，由「財團法人臺港經濟文化合作策進會」主辦、香港-台灣商貿合作委員會協辦，並請陸委會擔任指導單位，本會常務理事暨台灣服務業聯盟協會理事長張元銘進行開場，本次論壇活動邀請許多港台重量級貴賓參與，計有財團法人臺港經濟文化合作策進會張小月董事長、香港台灣商貿合作委員會吳永嘉主席、大陸委員會杜嘉芬處長、本會副理事長暨台北市商業會王應傑理事長、本會監事會召集人暨台北市托運人協會戴良川理事長、策進會經濟合作委員會黃呈琮副召集人等等。[38]
- 2020年9月台灣商業聯合總會與台灣金融教育協會、台灣大學金融研究中心、財經立法促進院所共同合辦的「第十一屆CSBF兩岸金融研討會」，論壇主題為『新冠疫情下兩岸金融科技發展、金融認證與高階人才培養』，本會張平沼理事長受邀於9月2日議程中擔任主講人，以『兩岸金融交流的過去、現在與未來展望』為題發表演講。[39]
- 2020年10月本會張平沼理事長暨台灣服務業聯盟協會榮譽理事長與本會常務理事暨台灣服務業聯盟協會張元銘理事長，受邀擔任第九屆兩岸暨港澳服務業論壇開幕式嘉賓。
- 2020年12月本會張平沼理事長出席，由財團法人富喬文化藝術基金會與紫丁香婦幼關懷協會、國立臺灣師範大學美術學系共同主辦的「女性與藝術－美麗的人生」座談會，並以財團法人富喬文化藝術基金會董事長身分致詞。[40]
- 2020年12月本會張平沼理事長同時為台灣綠色食品暨生態農業發展基金會董事長，為瞭解綠色食品於國內推動情形，由台灣綠色食品暨生態農業發展基金會陳文德秘書長陪同，於12月18日參觀南港展覽1館展出的台北國際食品展。[41]
- 2021年6月張理事長與工商團體代表晉見總統，並其他相關工商團體之理事長向總統進言，蔡總統也表達謝意並指示行政院副院長沈榮津全力協助中小企業度過疫情。
- 2023年3月本會張平沼理事長連任中華民國勞資關係協進會理事長，並成功舉行第11屆第1次會員代表大會，過程順利圓滿。[42]
- 2023年5月張理事長受邀出席CSI台灣服務業聯盟協會所舉辦之「國際企業永續經營線上研討會」並擔任貴賓致詞，張理事長除了首先向線上貴賓致意，並表達對於企業永續經營的重視。[43]